# X (Death SS)
X è il decimo album in studio del gruppo musicale italiano Death SS, pubblicato nel 2021 dalla Lucifer Rising Records.

## Tracce
1. The Black Plague – 5:18
2. Zora – 4:15
3. Under Satan’s Sun – 4:43
4. Rebel God – 4:43
5. Temple of the Rain – 6:27
6. Ride the Dragon – 4:24
7. Suspiria – 5:42
8. Heretics – 3:56
9. The World Is Doomed – 6:32
10. Lucifer – 4:42

## Formazione
- Steve Sylvester - voce
- Al De Noble - chitarra
- Glenn Strange - basso
- Mark Lazarus - batteria
- Freddy Delirio - tastiere